# Charles Guiraist
Charles Guiraist foi um velejador francês, medalhista olímpico. Ele competiu nas provas de classe 3 – 10 Ton realizadas nos Jogos Olímpicos de Verão de 1900, conquistou a medalha de prata na segunda corrida e a medalha de bronze na primeira corrida disputada a bordo do Gitana ao lado de A. Dubois, J. Dubois, Maurice Gufflet e Robert Gufflet.